# Galeria Nacional d'Armènia
La Galeria Nacional d'Armènia és el principal museu d'Erevan, capital d'Armènia. Es troba a la Plaça de la República, un dels centres neuràlgics de la ciutat, al mateix edifici que el Museu d'Història d'Armènia. Conté importants col·leccions d'art rus i de l'europa occidental, així com la major col·lecció del món d'art armeni. Tingué 65.000 visitants el 2005. Actualment al museu hi ha unes 26.000 obres d'art, moltes permanentment exposades en les 56 galeries i sales del museu. L'edifici també acull els estudis de restauració i conservació afiliats al museu. El complex també disposa d'una biblioteca de grandària moderada i arxiu, una petita cafeteria, una botiga de records i llibres, i una sala utilitzada per a la projecció de pel·lícules i conferències. El museu també fa exposicions internacionals amb obres de la seva col·lecció, per tal de difondre el coneixement de l'art armeni arreu.

## Història
El 1918 es fundà la República Democràtica d'Armènia als peus de la muntanya Ararat i al voltant del volcà Aragats. Per tant, els armenis exiliats de tot el món van retornar al seu país i per això Erevan es dotà ràpidament d'elements culturals propis. Ràpidament es va fer un teatre nacional, una Escola d'Art Dramàtic, un Conservatori Nacional de Música (1919) i una universitat (1920), així com altres instituts educatius. Posteriorment, amb la sovietització del país es va construir l'Òpera i el Museu Estatal.
La Galeria Nacional d'Armènia (NGA) fou fundada el 1921 amb un decret de la República Socialista Soviètica d'Armènia i representa la secció artística del museu estatal. Al principi tingué dificultats, en gran part perquè no hi havia col·leccions d'art estatals a Evran i el nucli de la col·lecció va haver de ser de propietats privades. Les primeres obres en entrar a la col·lecció foren les dotzenes d'obres adquirides a partir d'una exposició de pintors armenis de l'agost de 1921.
Un factor decisiu en la fundació de la col·lecció d'art del NGA va ser la transferència de la famosa col·lecció del Centre Cultural Armeni (l'antic Seminari Lazarian, Moscou) i també les donacions realitzades per artistes armenis de la SNG. El 1925, 400 peces d'artistes armenis, russos i europeus estaven es mostraven a les sis sales que componen la secció d'art del museu.
Abans del 1935, la secció d'art estatal, que havia estat objecte de moltes reformes, es va convertir en un museu d'art independent. El 1947, la galeria va ser reconeguda com a Galeria Fotogràfica Estatal d'Armènia i fins que va rebre el nom de Galeria Nacional d'Armènia el 1991. La gran col·lecció de la galeria fotogràfica es deu als esforços de molts compatriotes i les donacions desinteressades de socis estrangers.

## Descripció

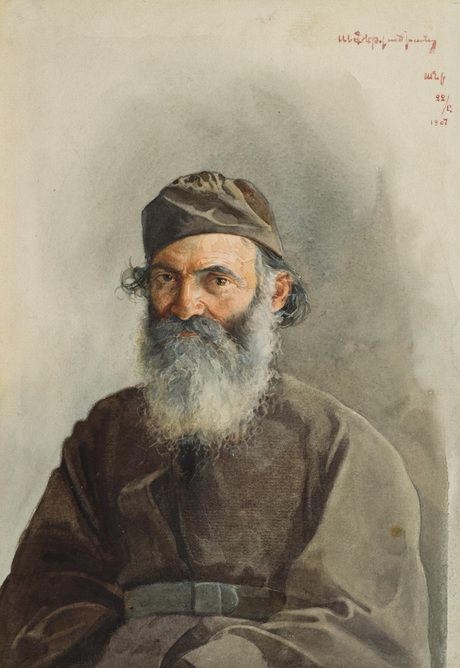
Obra de Arxak Fetvadjian del 1907.

L'art armeni centra gran part de la col·lecció, que comença amb l'art antic i medieval. En aquest sentit hi ha frescos d'Urartu, còpies de mosaics del Temple de Garní, pintures murals medievals i miniatures, incloent un fresc del segle VII de "Crist Entronitzat" de l'Església de Sant Esteve (Lmbatavank), un fragment del fresc del segle X del "Judici Final" de Sant Poghos-Petros (Tatev), i un fresc del segle xiii que representa la Nativitat de Sant Astvatsatskin (Akhtala).
El museu compta amb una extensa col·lecció de quadres relacionats amb l'Església Apostòlica Armènia que van des dels segles xvii al XIX, així com, portades de plata de llibres manuscrits, creus, i cortines d'altar del segle xviii de tota Àsia.
La col·lecció d'art armeni és la més gran en el món. Són particularment destacables les col·leccions d'obres de Hakob Hovnatanyan, Hovhannes Aivazovsky, Gevorg Bashinjaghian, Panos Terlemezian, Vardges Sureniants, Vartan Mahokian, Martiròs Sarian, Hakob Kojoyan, Hakob Gyurjian, Edgar Chahine, G. Khanjian, Minas Avetisyan, i molts altres.
La mostra d'art dels armenis de la diàspora inclou obres de Zakar Zakarian (París), Edgar Chahine (París), Hovsep Pushman (Nova York), Jean Carzou (París), Jean Jansem (París), Gerardo Oragyan (Roma), i Paul Guiragossian (Beirut).
L'art rus també és àmpliament present amb icones i imatges religioses dels segles xvi i xvii i obres d'artistes russos del segle xviii al XX, e 20, incloent F. Rokotov, I. Argunov, F. Shubin, Ilya Repin, Valentin Serov, Ilya Mashkov, Sergey Konenkov, Kuzma Petrov-Vodkin, Vassily Kandinsky, Natalia Goncharova, Marc Chagall, i altres. El museu també incorpora exemples de "art estranger" (predominantment occidental), moltes de les quals formaven part en un principi del "Centre Cultural Armeni '(l'antic Seminari Lazarian, Moscou), que va ser nacionalitzat durant el període soviètic i es va traslladar a Erevan.
Les col·leccions antigues inclouen exemples d'art de l'antic d'Egipte (Gran Bretanya, grecoromana, copta), Grècia (Corint, Attica), Roma, i l'Iran. El departament d'arts decoratives té col·leccions de ceràmica i porcellana de la Xina, Iran, Itàlia, Japó, Alemanya, Àustria, Dinamarca, i una extensa col·lecció de la russa tsarista. També hi ha una petita col·lecció d'objectes de bronze del segle xviii de la Xina (dinastia Qing) i mobles de fusta d'Europa occidental del segle xvii.
Hi ha una sèrie Europea amb obres d'artistes coneguts d'Itàlia, Holanda, Bèlgica i els moviments de l'art francès, amb obres significatives de Donatello, Tintoretto, Antonio Canova, Joos de Momper, Caspar Netscher, Matthias Stomer, Jan Van Goyen, P. Claesz, E. M. Falconet, Carle Vanloo, J. B. Greuze, Joseph Vernet, Robert Hubert, Théodore Rousseau, Adolphe Monticelli. El 2008 es va obrir un pavelló exclusiu per les obres de Hagop Gurjian.